# Trentepohlia fuscistigmosa
Trentepohlia fuscistigmosa är en tvåvingeart som beskrevs av Alexander 1960. Trentepohlia fuscistigmosa ingår i släktet Trentepohlia och familjen småharkrankar.
Artens utbredningsområde är Moçambique. Inga underarter finns listade i Catalogue of Life.